# 107 (число)
107 (сто семь) — натуральное число, расположенное между числами 106 и 108. Оно является простым числом, и в их последовательности расположено между 103 и 109.

## В математике
- 28-е простое число.[2]
- 107 — является нечётным трёхзначным числом.
- Сумма цифр этого числа — 8
- Произведение цифр этого числа — 0
- Квадрат числа 107 — 11 449
- Существует 107 односвязных гептамино (то есть гептамино, не имеющих «дыр») ↓35, ↑363 .

## В науке
- Атомный номер бория
- Астероид (107) Камилла
- Комета 107P/Вильсона — Харрингтона

## В спорте
- Правило 107% — правило Формулы-1, действующее в сезоне 2011 (также действовало с 1996 по 2002 год), применяемое к некоторым сериям и в настоящее время.

## В других областях
- 107 год.
- 107 год до н. э.
- ASCII-код символа «k».
- Peugeot 107 — единственная модель TPCA
- МАЗ-107 — белорусский автобус производства Минского автомобильного завода.